# TNA Hard Justice
Hard Justice este un eveniment pay-per-view de wrestling organizat de promoția Total Nonstop Action Wrestling. Primul eveniment Hard Justice a fost organizat în luna mai 2005, iar în 2006 gala a fost mutată în luna august.